# 谷山豐
谷山豐（日语：／ Taniyama Yutaka，1927年11月12日—1958年11月17日），日本數學家。他與志村五郎共同提出的谷山-志村猜想是後來英國數學家安德魯·懷爾斯等人解決費馬最後定理的關鍵。

## 生平
谷山豐出身於埼玉縣北埼玉郡騎西町（現在的加須市騎西地域）的醫師家庭，是八個孩子中的老六。谷山在讀完埼玉縣不動岡中學後升上浦和高等學校（現埼玉大學）就讀。不過由於他身體虛弱，因而休學兩年，並於1950年卒業。在大學期間，他讀到高木貞治的《近代數學史談》後，立志成為數學家。
1958年，谷山豐當上東京大學的助教授（後改稱准教授），並於5月取得理學博士，學位論為主題為「Jacobian varieties and number fields」，並於10月訂婚、同時收到美國普林斯頓的普林斯頓高等研究院聘書。
然而在1958年11月17日，谷山豐於東京都池袋的住所中，開瓦斯自殺身亡。谷山豐在留給哥哥與久賀道郎的遺書開頭中，提及了自己的教學工作、並對帶來同事困擾而道歉：
我直到昨天前，都沒想要自殺。但最近應該有人發現，我已經累了。老實說，我也不確定為什麼要自殺，但並不是因為什麼事情或特定事件。就只能說，我對未來失去信心了。我想應該會有人會因為我自殺，而受到困擾或打擊吧；但希望你們別因為這種事，而產生陰影。我不管怎樣，都不會否認自己背叛了你們；但我這一生都很任性，所以請你們原諒我這最後的任性吧。
谷山豐的遺書內容令人費解，但確實提到了疲倦、還有對未來失去信心。谷山生前的想法被批評毫無根據、有時也被批評行事特異。志村五郎透露谷山生前患有憂鬱症。1958年12月2日，谷山豐的未婚妻鈴木美佐子，也開瓦斯自殺。其遺書寫了：「我們約好了不論在哪裡，都要在一起、永遠不分開。既然他死掉了，那我也要追隨他而去。」1959年1月25日，谷山與鈴木兩家為兩人舉辦了冥婚儀式。
志村五郎在谷山死後說：
谷山豐對同事們總是很友善，尤其是下屬，他是真心關心他們。對許多與他有數學接觸的人而言，他是重要的精神支柱，當然也包括我自己。他或許從來沒有意識到自己的角色。我現在比他生前，更強烈地感受到他的慷慨無私；但當他需要幫忙時，卻沒人能支持他。我想到這裡，心裡就無比悲痛。

## 谷山豐的貢獻
谷山豐的興趣是研究椭圆曲线的复乘、以及代數數論。谷山豐以使用現代術語，來猜想各種數域中橢圓曲線的L函數的自同構性質而聞名。其中又以谷山-志村猜想為代表。這個有理數的橢圓曲線猜想，為谷山豐、志村五郎、安德烈·韋伊共同提出，但整體論點基本是谷山豐建立。
1986年，肯尼斯·阿蘭·黎貝證明了如果谷山-志村猜想正確，最終將證明費馬猜想，並在幾年後，由安德魯·懷爾斯證明谷山-志村猜想與費馬最後定理。1999年，在安德魯·懷爾斯等人的努力下，數學家們終於證明谷山-志村猜想。不過谷山在任意数域上的橢圓曲線原始猜想仍未解決。
志村五郎如此評論谷山豐的工作風格：「谷山其實不是很細心的數學家。他老是犯錯，但總是能犯下對的錯，最後得到正確答案。我一直想模仿他，但卻發現犯下對的錯很困難。」谷山豐和志村五郎合著有《近代的整數論》。

## 著書
- 杉浦光夫編 (编).  増補版. 日本評論社. 1994-10. ISBN 4-535-78209-1.

### 共著
- 志村五郎. . 現代数学講座 第2. 共立出版. 1956–1957.